# Pougues-les-Eaux
Pougues-les-Eaux är en kommun i departementet Nièvre i regionen Bourgogne-Franche-Comté i de centrala delarna av Frankrike. Kommunen ligger i kantonen Pougues-les-Eaux som tillhör arrondissementet Nevers. År 2022 hade Pougues-les-Eaux 2 388 invånare.

## Befolkningsutveckling
Antalet invånare i kommunen Pougues-les-Eaux
| Referens: INSEE |